# Amsacta flora
Amsacta flora là một loài bướm đêm thuộc phân họ Arctiinae, họ Erebidae.